# Río Santa Teresa
Der Río Santa Teresa, im Oberlauf: Quebrada Chalan, ist ein 35 km langer linker Nebenfluss des Río Urubamba in den Anden in Südzentral-Peru. Er verläuft im Distrikt Santa Teresa der Provinz La Convención der Region Cusco.

## Flusslauf
Der Río Santa Teresa entspringt an der Nordflanke des Hauptkamms der Cordillera Vilcabamba auf einer Höhe von etwa 4150 m. Das Quellgebiet liegt zwischen dem Amaparay (5418 m) im Osten und dem Kiswar (5771 m) im Westen. Er fließt in nordnordöstlicher Richtung durch das Gebirge. Bei Flusskilometer 27 und 25 treffen die Flüsse Quebrada Totorayoc und Quebrada Humantay auf den Fluss. Oberhalb der Einmündung eines größeren Nebenflusses von links bei Flusskilometer 24 heißt der Fluss auch Quebrada Chalan. Etwa 200 m oberhalb der Mündung des Río Teresa in den Río Urubamba befindet sich die Einmündung des Río Sacsara von links. Unmittelbar nördlich der Mündung befindet sich die Kleinstadt Santa Teresa.

## Einzugsgebiet
Das Einzugsgebiet des Río Santa Teresa umfasst eine Fläche von etwa 612 km² und erstreckt sich über den zentralen Teil des Distrikts Santa Teresa. Das Einzugsgebiet ist in zwei Teileinzugsgebiete gegliedert, das des Río Sacsara im Nordwesten mit einer Fläche von 229 km² sowie das des Hauptflusses mit 383 km². Das Einzugsgebiet des Río Santa Teresa grenzt an die vergletscherten Bergmassive von Salcantay, Kiswar und Sacsarayoc. Im Osten grenzt das Einzugsgebiet des Río Santa Teresa an das des Río Ahobamba, im Süden an das des Río Apurímac sowie im Westen und im Norden an das des Río Vilcabamba. Das obere Einzugsgebiet des Río Santa Teresa befindet sich im regionalen Schutzgebiet Choquequirao.

## Hydrometrie
Der mittlere Abfluss des Río Santa Teresa oberhalb der Einmündung des Río Sacsara liegt bei 14,5 m³/s. Die höchsten monatlichen Abflüsse treten im Februar mit einem mittleren Wert von 36,1 m³/s, die niedrigsten monatlichen Abflüsse in den Monaten Juli und August mit 1,2 m³/s auf.
Das folgende Diagramm zeigt die mittleren monatlichen Abflüsse des Río Santa Teresa oberhalb der Einmündung des Río Sacsara.